# Trachydium involucellatum
Trachydium involucellatum är en flockblommig växtart som beskrevs av R.H.Shan och F.T.Pu. Trachydium involucellatum ingår i släktet Trachydium och familjen flockblommiga växter. Inga underarter finns listade i Catalogue of Life.